# Eustrotia dissociata
Eustrotia dissociata är en fjärilsart som beskrevs av Dyar 1912. Eustrotia dissociata ingår i släktet Eustrotia och familjen nattflyn. Inga underarter finns listade i Catalogue of Life.